# Trifolium hybridum
Il trifoglio ibrido (Trifolium hybridum L., 1753) è una pianta erbacea della famiglia delle Fabacee.
L'epiteto hybridum non ha niente a che fare con una sua origine ibrida.
Il suo impiego è eminentemente quello di pianta foraggera.

## Descrizione
È una pianta perenne alta 50–70 cm, che assomiglia a Trifolium pratense per aspetto e modalità di crescita.
Le foglie sono trifogliate e portate da un lungo picciolo con stipole molto evidenti che avvolgono talvolta completamente il fusto. Le foglioline sono a margine finemente dentato e prive di maculature.
I fiori, bianco-rosati, sono riuniti in capolini sorretti da steli che si sviluppano all'ascella delle foglie mentre gli steli stessi hanno un accrescimento indeterminato: la gemma apicale infatti non differenzia in fiore come accade nel pratense. L'ovario contiene da due a quattro ovuli che, fecondati, producono semi cuoriformi, molto simili a quelli del trifoglio bianco.
Il numero cromosomico è 2n = 16.

## Biologia
Si riproduce per impollinazione entomogama ad opera delle api.

## Distribuzione e habitat
L'areale di questa specie si estende dal bacino del Mediterraneo all'Iran. È ampiamente coltivata e spesso si è naturalizzata anche al di fuori delle sue zone di origine, nelle Americhe, in Africa australe, in Asia e in Oceania.
In Svezia è coltivato da un migliaio di anni. In Italia è coltivato in ridotte zone del Veneto e in zone montane a piovosità elevata.

## Coltivazione
Rispetto ad altre leguminose da prato sopporta meglio i climi freddi, e si dimostra tollerantissimo anche nei confronti di terreni soggetti a ristagni idrici. Produce altrettanto bene in terreni soggetti ad acidità che alcalinità, ma per ottenere questi risultati richiede temperature miti e abbondanza d'acqua. Si adatta alla coltura pura ma si associa bene anche a graminacee. Si presta anche al pascolo, ma non può dare più di un taglio l'anno. Nell'anno della semina, nei climi più freddi, produce con difficoltà un taglio di fieno.